# جوریس برزینش
جوریس برزینش (انگلیسی: Juris Bērziņš؛ زادهٔ ۸ مارس ۱۹۵۴) از برندگان مدال‌های المپیک تابستانی  اهل لتونی است.